# 謝拉茲

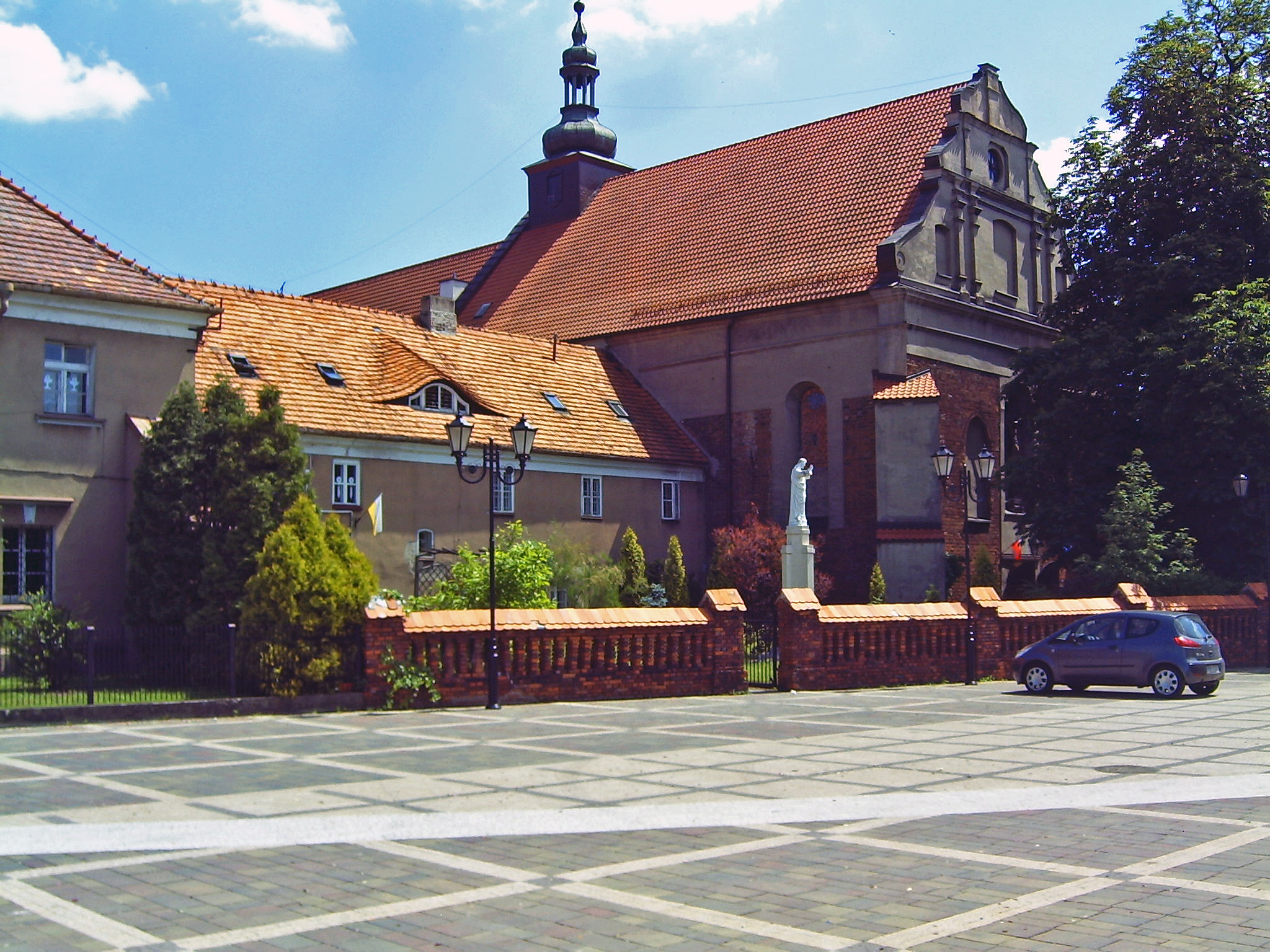

謝拉茲（[ˈɕerat͡s]  试听 ）是波蘭的城鎮，位於該國中部瓦爾塔河，距離首府羅茲約60公里，由羅茲省負責管轄，始建於十一世紀，面積51.22平方公里，2021年人口40,891。在第二次瓜分波蘭中，該鎮在1793年被納入普魯士王國管治範圍。

## 合作交流城市
- 法國 阿讷马斯
- 德国 加格瑙
- 保加利亞 揚博爾